# Edinburgh Military Tattoo

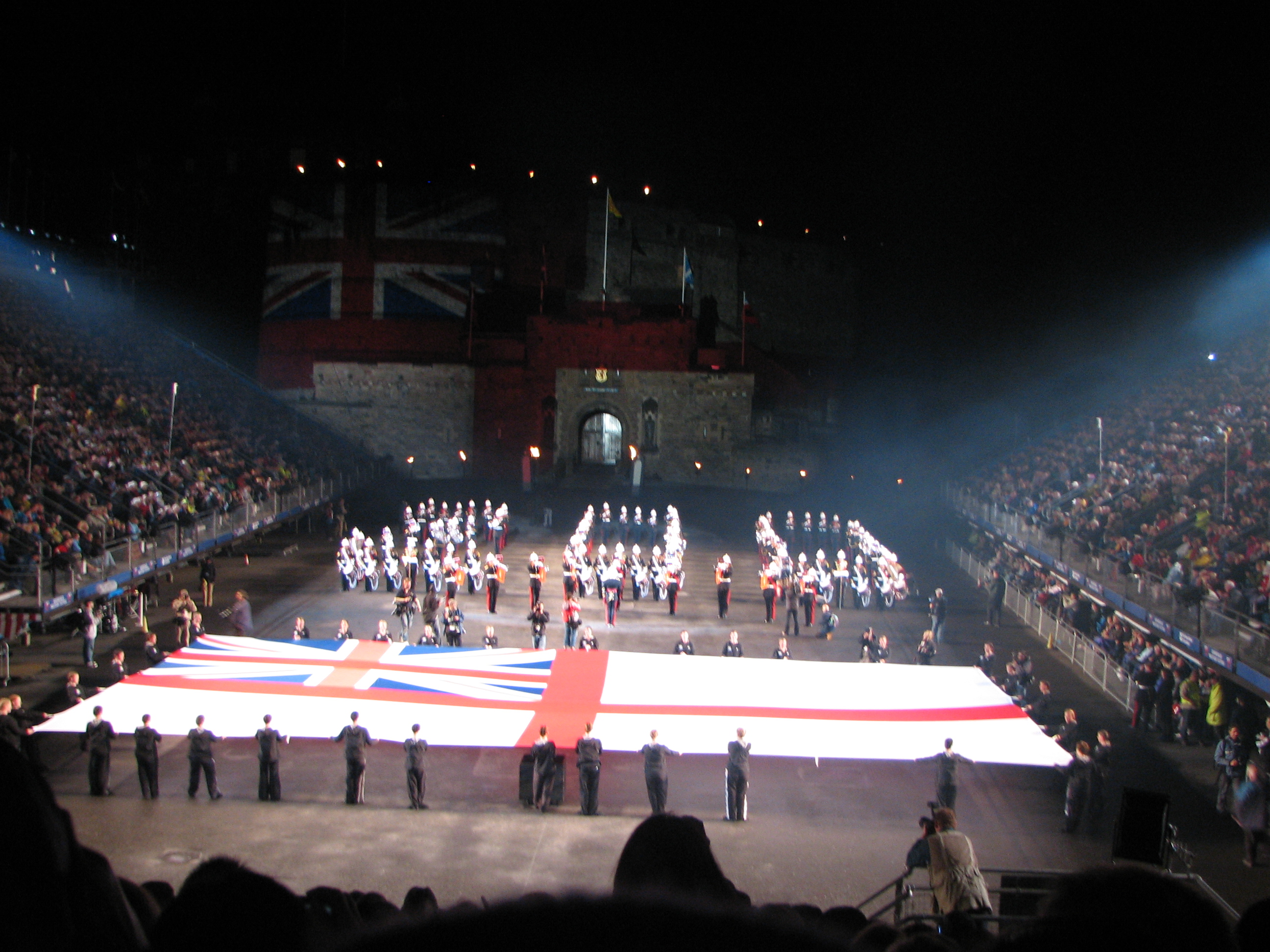
Fotogramma dell'Edinburgh Military Tattoo

L'Edinburgh Military Tattoo è un tattoo militare che si svolge sulla grande spianata del castello di Edimburgo, durante il mese di agosto nella città di Edimburgo, capitale della Scozia. È molto popolare e le serate più importanti vengono trasmesse in diretta sulla BBC.
Quest'importante parata si svolge durante il Festival di Edimburgo e ospita artisti da tutto il mondo. Spettacolari sono anche i fuochi artificiali e gli spari dei cannoni costruiti a ritmo di gara da due squadre contendenti.

## Storia
Il termine "tattoo" deriva dalla frase "doe den tap toe" e risale al XVII secolo quando unità dell'esercito britannico vennero dislocate nei Paesi Bassi. La sera, i tamburini della guarnigione venivano inviati nelle città per dare il segnale di rientro in caserma ai soldati in libera uscita. Quest'azione era nota come "tappa il rubinetto" ed era un invito agli osti a non servire più da bere ai militari della guarnigione.

## Statistiche
Si calcola che circa 100 milioni di persone, in Scozia e nel mondo, seguono ogni anno l'evento e durante la manifestazione si raccolgono, sulla grande spianata del castello, circa 217.000 persone. Gli artisti provengono da oltre 30 paesi diversi, e si calcola che il 35% degli spettatori siano stranieri.
La parata, famosa in tutto il mondo, viene trasmessa in televisione in ben trenta paesi diversi.

## Curiosità
La Fanfara dei Bersaglieri ha partecipato ben due volte, la prima nel 1967 con l'8º Reggimento e la seconda nel 1982 con protagonista la Brigata Goito. Nel 1982 lo spettacolo è andato in scena ben trentatré volte e il sabato veniva ripetuto per ben 3 volte vista la grande affluenza di pubblico.